# Договоры в Кёлльне и Меве
Договоры в Келльне и Меве (нем. Vertrag von Cölln und Mewe), заключенные в 1454 и 1455 годах, предполагали передачу Ноймарка (Новой марки) из состава государства Тевтонского ордена в Бранденбургское курфюршество. Тевтонские рыцари получили эту область в залог от Бранденбурга в 1402 году, и в качестве владения в 1429 году. Финансовая нехватка из-за начала Тринадцатилетней войны (1454—1466) вынудила Людвига фон Эрлихсхаузена, Великого Магистра Тевтонского ордена заложить Ноймарк Фридриху II, курфюрсту Бранденбургскому, по Договору в Келльне 22 февраля 1454 года, а затем продать его по Договору в Меве 16 сентября 1455 года.

## Предпосылки

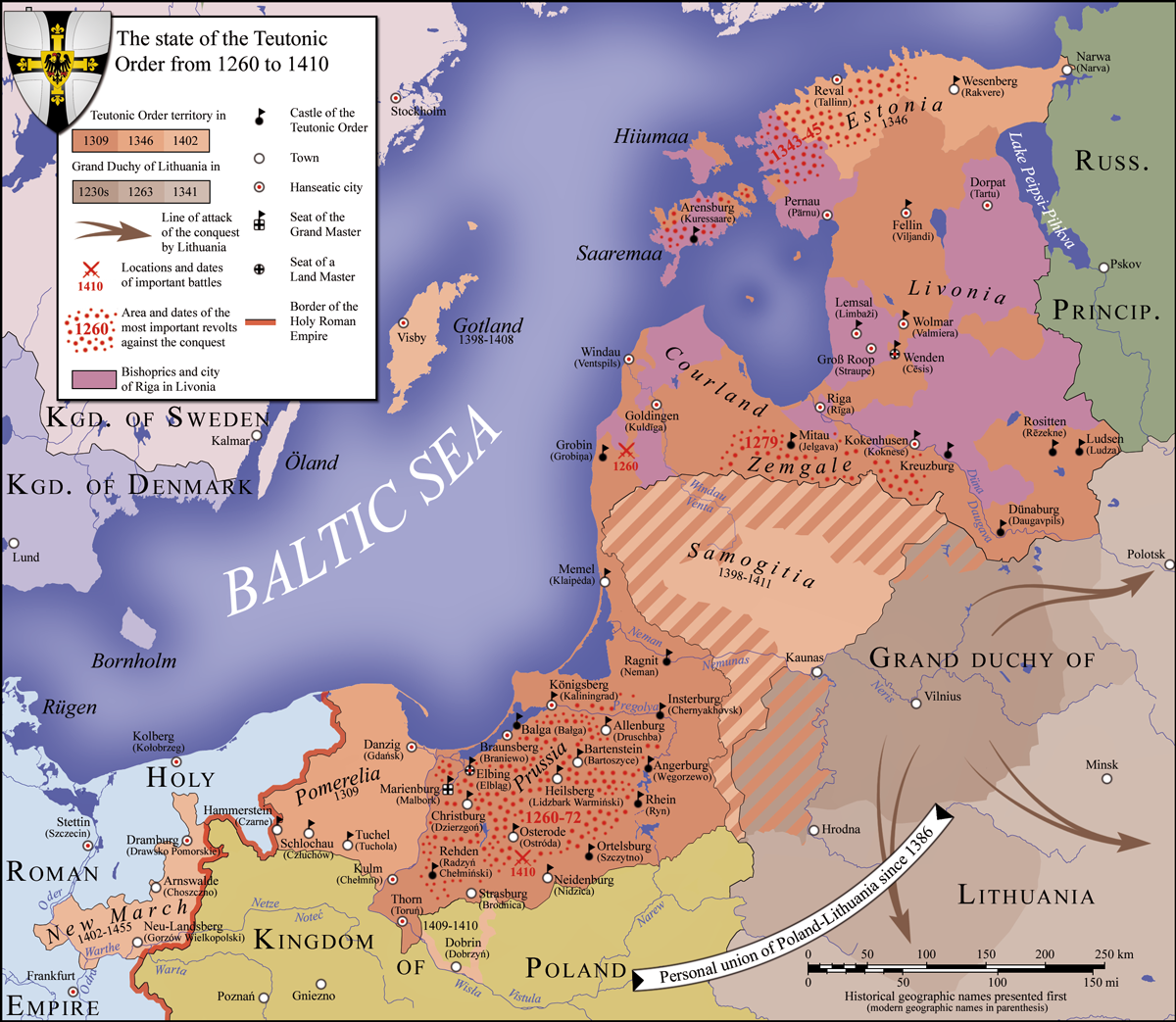
Ноймарк (Новая марка) как самая западная часть Государства Тевтонского ордена

Во второй половине XIII-го века Бранденбургское курфюршество включало в себя Ноймарк вдоль реки нижняя Варта. В 1374/1388 годах лорды Веделя передали свои права на территории вокруг Шифельбайна и Фалькенбурга Государству Тевтонского ордена, их восточному соседу.
29 сентября 1402 года Сигизмунд Люксембург, король Венгрии и курфюрст Бранденбурга, унаследовавший Ноймарк после смерти своего брата Иоганна Герлицкого в 1396 году, заложил весь Ноймарк Тевтонскому ордену. После Первого Торуньского мира (1411) Великий Магистр ордена Генрих фон Плауэн намеревался заложить Ноймарк польскому королю и подготовил соответствующий договор. Однако дворяне Ноймарка на основании своих привилегий владения воспрепятствовали ратификации договора.
8 сентября 1429 года Тевтонский орден приобрёл территорию у Сигизмунда Люксембургского уже как полную собственность. В феврале 1454 года Орден был на грани вступления в Тринадцатилетнюю войну после восстания Прусского союза, который был в союзе с Королевством Польским. Военная и финансовая слабость Ордена привела к острой необходимости в деньгах для привлечения и оплаты наемников. С этой целью в 1454 году Великий магистр Людвиг фон Эрлихсхаузен заложил Ноймарк Бранденбургу, а многие его прусские владения — группам наемников.

## Переговоры
22 февраля 1454 года в Келльне (ныне часть Берлина) был заключен договор между курфюрстом Фридрихом II Бранденбургским и Фридрихом фон Поленцем на имя Великого Магистра, в котором Ноймарк был заложен Бранденбург за 40 000 рейнских гульденов. 6 марта Фридрих II прибыл в Ландсберг-на-Варте для проведения оммажа ноймаркского дворянства. Дворяне региона приняли договор 31 марта. Польский король Казимир IV Ягеллон также объявил об интересе к приобретению Ноймарка и, услышав о тевтонском предложении Бранденбургу, вступил в переговоры с дворянами Ноймарка. Однако дворяне и Великий Магистр отдавали предпочтение Бранденбургскому курфюрсту.

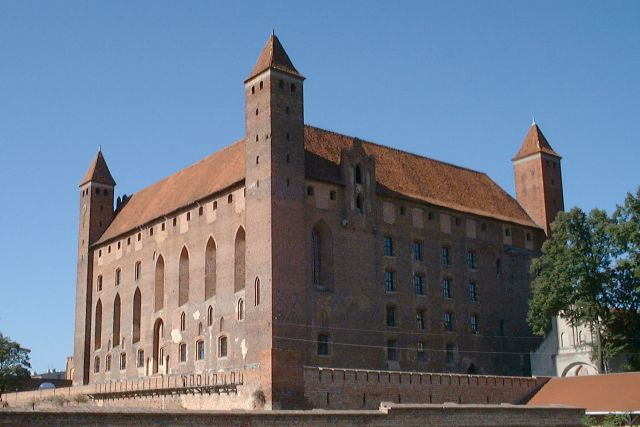
Замок Тевтонского ордена в Меве (Гнев)

В июне дворяне района Шифельбайн обратились к Бранденбургскому курфюршеству для защиты от частых польских и померанских набегов. Они утверждали, что из-за кризиса Тевтонского ордена войт Ноймарка не смог удержать достаточное количество людей в своем войске. В течение следующего года Фридрих II продолжал свои попытки навсегда вернуть Ноймарк в состав Бранденбурга. Без успеха он вел переговоры с польским королем в Бромберге (Быдгощ) о мире между Польшей и Орденом. Последний не передал районы Шифельбайн и Дризен с остальной частью Ноймарка после заключения Келльнского договора, чтобы оказать давление на Фридриха II, с целью вынудить его оказать помощь в войне, а также попросил императора Священной Римской империи выступить посредником в споре. 7 апреля 1455 года Фридрих II получил поддержку от дворян и утвердил их привилегии.
16 сентября 1455 года в замке Ордена в Меве был заключен ещё один договор между Фридрихом II и Людвигом фон Эрлихсхаузеном, согласно которому Ноймарк был продан Фридриху за 100 000 рейнских гульденов. Области Шифельбайн и Дризен были также включены в данный договор. Выплата 40 000 гульденов по Келльнскому договору была включена в сумму, согласованную в Меве. Ордену было предоставлено право выкупить Ноймарк после смерти Фридриха II. Бранденбург также предоставил войскам Ордена безопасное прохождение через свои территории.

## Последствия
Когда в результате Второго Торуньского мира (1466) Государство Тевтонского ордена утратило несколько территорий, перешедших в состав Польши, Фридрих II был обеспокоен тем, что вместо Ордена польский король может претендовать на право купить Ноймарк в соответствии с договором в Меве. Он записал соответствующий меморандум, адресованный его преемникам, в котором призвал их не принимать такие предложения, держать Ноймарк в «немецких землях, Священной Римской империи и достойном владении курфюршества Бранденбург».
В 1517 году Иоахим I, курфюрст Бранденбурга и Альбрехт, великий магистр тевтонских рыцарей, согласились в Берлине с тем, что Орден отказался от своего права выкупить Ноймарк у Бранденбурга, в свою очередь, Иоахим I обязался помочь Альбрехту 500 лошадьми и 600 пехотинцами в ожидаемой войне с Речью Посполитой.